# 海軍兵学校 (トルコ)
トルコの海軍兵学校 (トルコ語: Deniz Harp Okulu) は、イスタンブール工科大学のトゥズラキャンパスに所在するトルコ海軍の士官学校。4年制の共学である。金角湾海軍造船所としてオスマン帝国海軍のジェザイルリ・ガーズィ・ハサン・パシャが設立した。